# Episodi di A cuore aperto (prima stagione)
La prima stagione della serie televisiva A cuore aperto, composta da 22 episodi, è stata trasmessa dal canale 
NBC dal 26 ottobre 1982 al 3 maggio 1983.
| nº | Titolo originale            | Titolo italiano                   | Prima TV USA     | Prima TV Italia |
| -- | --------------------------- | --------------------------------- | ---------------- | --------------- |
| 1  | Pilot                       | L'inizio                          | 26 ottobre 1982  |                 |
| 2  | Bypass                      | Il bypass                         | 9 novembre 1982  |                 |
| 3  | Down's Syndrome             | La sindrome di Down               | 16 novembre 1982 |                 |
| 4  | Cora and Arnie              | Cora e Arnie                      | 23 novembre 1982 |                 |
| 5  | Samuels and the Kid         | Samuel e il bambino               | 30 novembre 1982 |                 |
| 6  | Legionnaires (1)            | La legione (prima parte)          | 7 dicembre 1982  |                 |
| 7  | Legionnaires (2)            | La legione (seconda parte)        | 14 dicembre 1982 |                 |
| 8  | Tweety and Ralph            | Tweety e Ralph                    | 21 dicembre 1982 |                 |
| 9  | Rain                        | La pioggia                        | 4 gennaio 1983   |                 |
| 10 | Hearts                      | Cuori                             | 11 gennaio 1983  |                 |
| 11 | Graveyard                   | Il cimitero                       | 18 gennaio 1983  |                 |
| 12 | Release                     | La liberazione                    | 1º febbraio 1983 |                 |
| 13 | Family History              | La storia della famiglia          | 8 febbraio 1983  |                 |
| 14 | Remission                   | Io mi ritiro...                   | 22 febbraio 1983 |                 |
| 15 | Monday, Tuesday, Sven's Day | Lunedì, Martedì, i giorni di Sven | 1º marzo 1983    |                 |
| 16 | The Count                   | Il conte                          | 8 marzo 1983     |                 |
| 17 | Brothers                    | Fratelli                          | 15 marzo 1983    |                 |
| 18 | Dog Day Hospital            | Il giorno dei cani in ospedale    | 22 marzo 1983    |                 |
| 19 | Working                     | Lavorare...                       | 5 aprile 1983    |                 |
| 20 | Craig in Love               | Ah, l'amore...per Craig           | 12 aprile 1983   |                 |
| 21 | Baron Von Munchausen        | Il barone                         | 19 aprile 1983   |                 |
| 22 | Addiction                   | Nuovi dipendenti                  | 3 maggio 1983    |                 |